# Alexandre Parafita

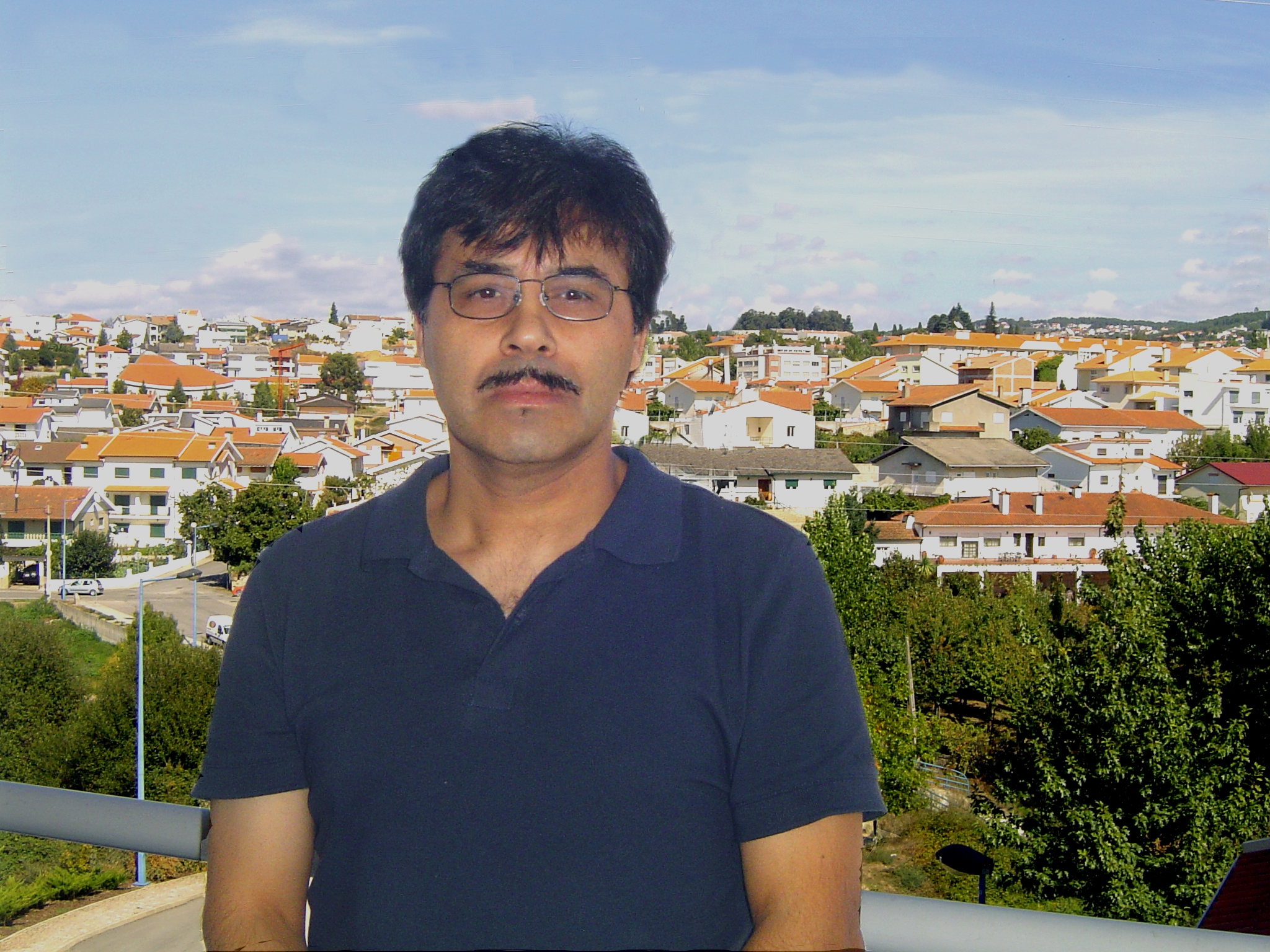
Alexandre Parafita

Alexandre Parafita (natural de Sabrosa, 1956) é um escritor e etnógrafo português com extensa obra publicada sobre o património e tradição oral portuguesa, bem como no domínio da literatura infanto-juvenil. 
Professor universitário, é doutor em Cultura Portuguesa e mestre em Ciências da Comunicação (especialidade de Antropologia da Comunicação).

## Biografia
Estudou na Escola do Magistério Primário, em Vila Real, na Escola Superior de Jornalismo do Porto, na Universidade de Coimbra (UC), na Universidade da Beira Interior (UBI) e na Universidade de Trás-os-Montes e Alto Douro (UTAD).
Foi jornalista durante quase 20 anos, profissão que adotou desde muito jovem e onde teve experiência em diferentes hierarquias: repórter, redator, chefe de redação e diretor. Trabalha na Universidade de Trás-os-Montes e Alto Douro, é professor convidado do Instituto Politécnico de Bragança (Pólo de Mirandela) e da Universidade Lusófona, e investigador do Centro de Tradições Populares Portuguesas da Universidade de Lisboa nas áreas da mitologia e do património cultural imaterial. Integra a equipa de investigação incumbida de realizar o Arquivo e Catálogo do Corpus Lendário Português, é vice-presidente do Observatório da Literatura Infantojuvenil (OBLIJ) e coordena o Plano de Inventariação do Património Cultural Imaterial do Douro, no âmbito do Museu do Douro.
Muitas das suas obras fazem parte do Plano Nacional de Leitura, tais como: "Histórias de Natal Contadas em Verso", "As três touquinhas brancas", "Branca Flor, o Príncipe e o Demónio", "A mala vazia", "Diabos, diabritos e outros mafarricos", "Contos de animais com manhas de gente", "Histórias a rimar para ler e brincar", "Memórias de um cavalinho de pau", "O rei na barriga", "Vou morar no arco-íris", "O tesouro dos maruxinhos", "Lobos, raposas, leões e outros figurões", "Contos ao vento com demónios dentro", "Magalhães nos Olhos de um Menino" e "Balada das Sete Fadas".
A sua obra integra manuais escolares de vários níveis de ensino e é bibliografia obrigatória em cursos universitários.
Foi um dos principais intervenientes no documentário sobre o Tardo, figura da mitologia popular portuguesa, realizado por Sérgio Martins em 2016.

## Principais obras

### Literatura infantil e juvenil
- Uma Andorinha no Alpendre (1994)
- A Lenda da Princesa Marroquina (1995)
- O Segredo do Vale das Fontes (1996)
- Chovia Ouro no Bosque (1996)
- A Princesinha dos Bordados de Ouro (1996)
- O Último Gaiteiro (1997);
- As Aventuras de Rik & Rok (coautor, 1998);
- As Três Touquinhas Brancas (2000);
- Histórias de Natal Contadas em Verso (2000);
- Branca Flor, o Príncipe e o Demónio (2001);
- A mala vazia (2003);
- Diabos, diabritos e outros mafarricos (2003);
- Bruxas, feiticeiras e suas maroteiras (2003);
- O Conselheiro do Rei (2004);
- Histórias de arte e manhas (2005);
- Contos de animais com manhas de gente (2005);
- Histórias a rimar para ler e brincar (2006)
- Memórias de um cavalinho de pau (2006)
- Vou morar no arco-íris (2007)
- O rei na barriga (2007)
- Pastor de rimas (2008)
- Lobos, raposas, leões e outros figurões (2008)
- O tesouro dos maruxinhos (2008)
- Contos ao vento com demónios dentro (2009)
- Balada das Sete Fadas (2011)
- Magalhães nos Olhos de um Menino (coautor, 2011)
- Contos de Animais como contaram ao Pais dos nossos Pais (2011)
- Meia Dúzia de Contos tão Alegres como Tontos (2014)
- Contos de Boas Contas (2015)
- Uma Andorinha no Alpendre (2ª edição revista, 2015)
- Teodósio, o menino guerreiro (2016)
- A brincar, a brincar... vamos lá rimar (2017)

### Romance histórico
- A Máscara do Demo (2013)

### Investigação e divulgação
- A Comunicação e a Literatura Popular (1999)
- O Maravilhoso Popular. Lendas, Contos e Mitos (2000)
- Antologia de Contos Populares, Vol.1 (2001)
- Antologia de Contos Populares, Vol. 2 (2002)
- A Mitologia dos Mouros (2006)
- Os Provérbios e a Cultura Popular (coautor, 2007)
- Património Imaterial do Douro: Narrações Orais, Vol.1 (2007)
- Património Imaterial do Douro: Narrações Orais, Vol. 2 (2010)
- Antropologia da Comunicação (2012)
- Património Imaterial do Douro: Narrações Orais, Vol. 3 (2014)
- Castelos de Portugal. Roteiros de lendas. Viana do Castelo, Braga e Vila Real, Vol.1 (2018)
- Castelos de Portugal. Roteiros de lendas. Bragança, Viseu, Porto e Aveiro, Vol. 2 (2018)
- Castelos de Portugal. Roteiros de lendas. Coimbra e Guarda, Vol. 3 (2018)
- Castelos de Portugal. Roteiros de lendas. Castelo Branco e Portalegre, Vol. 4 (2018)
- Castelos de Portugal. Roteiros de lendas. Leiria e Lisboa, Vol. 5 (2018)
- Castelos de Portugal. Roteiros de lendas. Santarém e Évora, Vol.6 (2018)
- Lendas e Mitos dos Castelos de Portugal (2019)